# Parisus aurimystax
Parisus aurimystax är en tvåvingeart som först beskrevs av Hesse 1938.  Parisus aurimystax ingår i släktet Parisus och familjen svävflugor. Inga underarter finns listade i Catalogue of Life.